# HD 38885
HD 38885，又名CD-35 2509，SAO 196171、HR 2009，是一颗恒星，视星等为6.32，位于銀經241.02，銀緯-27.75，其B1900.0坐标为赤經5h 43m 47.1s，赤緯-35° -27.75′ 40″。